# Adetus obliquus
Adetus obliquus là một loài bọ cánh cứng trong họ Cerambycidae.